# Campeonato Mundial de Atletismo em Pista Coberta de 2010 - Salto triplo masculino
A prova do salto triplo masculino do Campeonato Mundial de Atletismo em Pista Coberta de 2010 foi disputada entre 12 e 14 de março no ASPIRE Dome, em Doha.

## Recordes
Antes desta competição, os recordes mundiais e do campeonato nesta prova eram os seguintes:
| Tipo                  | Atleta                           | Marca   | Local                  | Data                                  |
| --------------------- | -------------------------------- | ------- | ---------------------- | ------------------------------------- |
|                       | Aliecer Urrutia Christian Olsson | 17,83 m | Sindelfingen Budapeste | 1 de março de 1997 7 de março de 2004 |
| Recorde do campeonato | Christian Olsson                 | 17,83 m | Budapeste              | 7 de março de 2004                    |

## Medalhistas
| Ouro               | Prata                  | Bronze                   |
| Teddy Tamgho (FRA) | Yoandri Betanzos (CUB) | Arnie David Giralt (CUB) |

## Resultados

### Eliminatórias
Estes são os resultados das eliminatórias. Classificaram-se para a final todos os que atingiram 16,95 metros (Q) ou, no mínimo, oito atletas com as melhores marcas (q).
| Pos. | Atleta                  | #1    | #2    | #3    | Res.  | Notas                |
| ---- | ----------------------- | ----- | ----- | ----- | ----- | -------------------- |
| 1    | CUB Yoandri Betanzos    | 17.11 |       |       | 17.11 | Q                    |
| 2    | SWE Christian Olsson    | 17.07 |       |       | 17.07 | Q                    |
| 3    | FRA Teddy Tamgho        | 16.90 | x     | 15.91 | 16.90 | q                    |
| 4    | BRA Jadel Gregório      | 16.27 | 16.85 | x     | 16.85 | q                    |
| 5    | ITA Fabrizio Donato     | 16.55 | 16.82 | x     | 16.82 | q                    |
| 6    | CUB Arnie David Giralt  | 16.48 | 16.71 | x     | 16.71 | q                    |
| 7    | RUS Igor Spasovkhodskiy | 16.32 | x     | 16.57 | 16.57 | q                    |
| 8    | SVK Dmitrij Valukevic   | 16.49 | x     | 16.55 | 16.55 | q                    |
| 9    | CHN Li Yanxi            | 16.36 | 16.31 | 16.54 | 16.54 | Recorde da temporada |
| 10   | UKR Viktor Yastrebov    | x     | 16.28 | 16.53 | 16.53 |                      |
| 11   | GRE Dimitrios Tsiamis   | 16.53 | 16.00 | 15.38 | 16.53 |                      |
| 12   | BRA Jefferson Sabino    | x     | x     | 16.49 | 16.49 | Recorde da temporada |
| 13   | BUL Momchil Karailiev   | 16.35 | 16.43 | 16.39 | 16.43 |                      |
| 14   | USA Brandon Roulhac     | 16.16 | 16.36 | 16.18 | 16.36 |                      |
| 15   | USA Walter Davis        | 16.33 | x     | x     | 16.33 |                      |
| 16   | HAI Samyr Laine         | 16.30 | 16.18 | 16.18 | 16.30 |                      |
| 17   | GRN Randy Lewis         | 16.28 | x     | x     | 16.28 |                      |
| 18   | FRA Colomba Fofana      | 15.82 | x     | 15.95 | 15.95 |                      |
| 19   | ITA Daniele Greco       | 15.60 | x     | 15.39 | 15.60 |                      |

### Final
Estes são os resultados da final:
| Pos               | Atleta                  | #1    | #2    | #3    | #4    | #5    | #6    | Res.  | Notas                |
| ----------------- | ----------------------- | ----- | ----- | ----- | ----- | ----- | ----- | ----- | -------------------- |
| Medalha de ouro   | FRA Teddy Tamgho        | 17.41 | 17.24 | x     | x     | 17.50 | 17.90 | 17.90 | Recorde mundial      |
| Medalha de prata  | CUB Yoandri Betanzos    | 17.69 | x     | -     | 16.29 | x     | 17.57 | 17.69 | Recorde pessoal      |
| Medalha de bronze | CUB Arnie David Giralt  | 17.15 | 17.21 | 17.17 | 16.45 | 17.36 | 16.88 | 17.36 | Recorde da temporada |
| 4                 | SWE Christian Olsson    | 17.23 | 16.90 | -     | -     | -     | -     | 17.23 |                      |
| 5                 | ITA Fabrizio Donato     | 16.40 | 16.88 | x     | x     | x     | 16.49 | 16.88 |                      |
| 6                 | BRA Jadel Gregório      | x     | x     | 16.60 | x     | 16.78 | 16.39 | 16.78 |                      |
| 7                 | SVK Dmitrij Valukevic   | x     | 16.44 | x     | 16.25 | x     | 16.72 | 16.72 |                      |
| 8                 | RUS Igor Spasovkhodskiy | 16.42 | x     | x     | -     | 16.11 | x     | 16.42 |                      |

Legenda
| Recorde mundial       | Recorde mundial (World record)               |                       | Recorde africano                      | Recorde africano (African) |                                           | Q | Classificado por posição (Qualified) |
| Recorde do campeonato | Recorde do campeonato (Championship record)  | Recorde da América    | Recorde da América (Americas)         | q                          | Classificado por melhor tempo (Qualified) |   |                                      |
| Melhor marca do ano   | Melhor marca do ano (World leading)          | Recorde asiático      | Recorde asiático (Asian)              | DNS                        | Não largou (Did not start)                |   |                                      |
| Recorde nacional      | Recorde nacional (National record)           | Recorde europeu       | Recorde europeu (European)            | DNF                        | Não terminou (Did not finish)             |   |                                      |
| Recorde pessoal       | Recorde pessoal do atleta (Personal best)    | Recorde da Oceania    | Recorde da Oceania (Oceania)          | DSQ / DQ                   | Desclassificado (Disqualified)            |   |                                      |
| Recorde da temporada  | Recorde da temporada do atleta (Season best) | Recorde sul-americano | Recorde sul-americano (South America) | NM                         | Sem marca (No mark)                       |   |                                      |